# Beauvau (Adelsgeschlecht)

Wappen derer von Beauvau

Beauvau ist eine sehr alte, aus dem Anjou stammende Familie des französischen Adels.

## Geschichte
Der Zweig Beauvau du Rivau ließ sich in der Bretagne nieder und stellte zwei Bischöfe von Nantes (Gabriel de Beauvau, 1636–1667, und Jean François de Beauvau, 1677–1717). Der Zweig Beauvau-Craon wurde in Lothringen heimisch.
Als Verwandte der Grafen von Anjou traten die Beauvau im 13. Jahrhundert in den Dienst der Könige von Frankreich, die Familie verband sich 1454 mit der königlichen Familie durch die Heirat von Isabeau de Beauvau mit Johann VIII. von Bourbon, Graf von Vendôme († 1478).
König Ludwig XIV. verlieh 1664 den Titel marquis de Beauvau; darüber hinaus führt die Familie den Ehrentitel cousin du Roi, der denjenigen vorbehalten ist, die mit dem französischen Königshaus verwandt sind.
Marc de Beauvau (1679–1754) wurde am 13. November 1723 von Kaiser Karl VI. in den Reichsfürstenstand erhoben; er war Inhaber herzogl. lothringischer Hofämter und zuletzt österreichischer Vizekönig der Toskana. Mit diesem Titel wurde die Familie 1775 zu den Honneurs de la Cour zugelassen.

## Wesentliche Familienmitglieder
- René de Beauvau, begleitete Karl von Anjou 1256 auf der Eroberung des Königreichs Neapel und wurde dessen Connétable.
- Pierre de Beauvau († 1453), premier chambellan Karls VII., heiratete 1438 Anne de Fontenay, Ururenkel Renés.
- Bertrand de Beauvau (1382–1474), der eine wichtige Rolle am Hof Karls VII. spielte, 1449 Bailli von Touraine, Bruder Pierres.
- Louis de Beauvau (1409–1462), Seneschall von Anjou, Sohn Pierres.
- Jean de Beauvau († 1479), Bischof von Angers 1451, abgesetzt 1467, wieder eingesetzt 1469, Sohn Bertrands
- François de Beauvau († 1524), Kapitän des Königs Franz I.
- Henri de Beauvau, Gesandter des Herzogs von Lothringen in Rom Ende des 16. Jahrhunderts.

### Zweig Beauvau du Rivau
- René François de Beauvau (1664–1739), Erzbischof von Toulouse, Erzbischof von Narbonne.
- Gabriel de Beauvau du Rivau, Bischof von Nantes 1635–1668.
- Gilles Jean François de Beauvau du Rivau, Bischof von Nantes 1679–1717, Neffe Gabriels

### Zweig Beauvau-Craon
- Marc de Beauvau (1679–1754), österreichischer Vizekönig der Toskana.
- Marie Françoise Catherine de Beauvau-Craon (1711–1786), Marquise de Boufflers, Mätresse des polnischen Königs Stanislaus I. Leszczyński.
- Charles Juste de Beauvau-Craon (1720–1793), Marschall von Frankreich.
- Marc Étienne Gabriel de Beauvau-Craon (1773–1849), Kämmerer Napoleons III.
- Charles de Beauvau-Craon (1793–1864), Militär und Senator, dessen Sohn.
- Marc de Beauvau-Craon (1816–1883) dessen Sohn
- Charles-Louis de Beauvau-Craon (1878–1942) dessen Sohn
- Marc de Beauvau-Craon (1916–1982), Deputierter des Départements Sarthe, dessen Sohn.

## Die Fürsten von Beauvau
1. 1722–1754: Marc de Beauvau (1679–1754) 1. Fürst de Beauvau et Craon, Vizekönig der Toskana
2. 1754–1793: Charles Juste de Beauvau-Craon (1720–1793) 2. Fürst de Beauvau et Craon, Marschall von Frankreich.
3. 1793–1849: Marc Étienne Gabriel de Beauvau-Craon (1773–1849) 3. Fürst de Beauvau et Craon
4. 1849–1864: Charles de Beauvau-Craon (1793–1864) 4. Fürst von Beauvau-Craon
5. 1864–1883: Marc René de Beauvau-Craon (1816–1883) 5. Fürst von Beauvau-Craon
6. 1883–1942: Charles-Louis de Beauvau-Craon (1878–1942) 6. Fürst von Beauvau-Craon
7. 1942–1982: Marc de Beauvau-Craon (1921–1982) 7. und letzter Fürst von Beauvau-Craon

## Stammliste der Fürsten von Beauvau (Auszug)

### Die ersten Fürsten
1. Marc de Beauvau, 1679–1754
  1. Anne Marguerite Gabrielle de Beauvau-Craon, 1707–1792
  2. Gabrielle Françoise de Beauvau-Craon, 1708–1758
  3. Marie Françoise Catherine de Beauvau-Craon, 1711–1787
  4. Charles Juste de Beauvau-Craon, 1720–1793, 2. Fürst von Beauvau
    1. Anne Louise de Beauvau-Craon, 1750–1834

  5. Ferdinand-Jérôme de Beauvau-Craon, 1723–1790
    1. Marc Étienne Gabriel de Beauvau-Craon, 1773–1849, 3. Fürst von Beauvau
      1. Charles de Beauvau-Craon, 1793–1864, 4. Fürst von Beauvau – Nachkommen siehe unten

### Die letzten Fürsten
1. Charles de Beauvau-Craon (1793–1864), 4. Fürst von Beauvau; ⚭ I 1815 Lucie Virginie de Choiseul-Praslin (1794–1834), ⚭ II 1839 Eugénie Ludmille Alexandrine Joséphine Komar (1819–1881) – Vorfahren siehe oben
  1. (I) Marc de Beauvau-Craon (1816–1883), 5. Fürst von Beauvau, ⚭ I 1840 Marie Catherine Augustine d’Aubusson (1824–1862), ⚭ II 1875 Marie Adèle de Gontaut-Biron (1848–1938)
    1. (I) Jeanne Victurnienne (1848–1924), ⚭ 1867 Robert Marie Albert Ferdinand de Mun (1839–1887), comte de Mun
    2. (I) Isabelle Marie Blanche Charlotte Victurnienne (1852–1875), ⚭ 1874 Agénor de Gramont (1851–1925), duc de Guiche
    3. (I) Louise (1861–1885), ⚭ 1879 Bertrand de Blacas d’Aulps (1852–1940)
    4. (II) Henriette (1876–1931), ⚭ 1896 Charles d’Harcourt (1870–1956)
    5. (II) Charles-Louis de Beauvau-Craon (1878–1942), 6. Fürst von Beauvau, ⚭ 1920 Mary Grace Gregorini (1896–1970)
      1. Marc de Beauvau-Craon (1921–1982), 7. Fürst von Beauvau, ⚭ I 1952, geschieden 1958, Marie Cristina Patino y de Borbon (* 1932), ⚭ II 1972 Laure du Temple de Rougemont (* 1932)
        1. Marie (Minnie) Isabelle Cristina Adèle Gracie (* 1953), ⚭ 1978, geschieden 1986, Duncan Hugh McLaren (* 1944), ⚭ II 1986 Javier Botana (* 1949)
        2. Marie Diane Cristina Gabrielle (* 1955), ⚭ 1979, geschieden 1985, Ahmed Mohamadialal (* 1952)

  2. (I) Étienne Guy Charles Victurnien (1818–1865), ⚭ 1844 Berthe de Rochechouart-Mortemart (1825–1882) (Haus Rochechouart)
    1. Hélène Marie Antoinette Victurnienne (1848–1899), ⚭ 1869 Pierre Maurice de Montboissier-Beaufort-Canillac, marquis de Montboissier
    2. Blanche Marie Victurnienne (1851–1873), ⚭ 1869 Adrien de Wignacourt, marquis de Wignacourt (1845–1915)
    3. Renée Marie Victurnienne (1855–1886), ⚭ 1875 Alof de Wignacourt (1847–1925)

  3. (II) Marie Delphine Élisabeth Stéphanie (1842–1898), ⚭ Gaston Alexandre de Ludre-Frolois, comte de Ludre (1830–1897)
  4. (II) Béatrix Jeanne Marie Joséphine (1844–1895), ⚭ Comte Horace de Choiseul-Praslin (1837–1916)

## Güter der Familie Beauvau
- Château du Rivau im Touraine von 1438 bis 1685
- Schloss Haroué in Lothringen (auch Palais d’Haroué genannt)
- Schloss Sainte-Assise in Seine-Port (Département Seine-et-Marne) von 1827 bis 1922